# Shangshui
Shangshui är ett härad som lyder under Zhoukous stad på prefekturnivå i Henan-provinsen i centrala Kina. Det ligger omkring 160 kilometer sydost om provinshuvudstaden Zhengzhou.